# نووایا کیرگا
نووایا کیرگا (انگلیسی: Novaya Kirga) یک شهرک در شهرستان یانائولسکی استان باشقیرستان کشور روسیه است.